# Llista de possessions, cases pageses i finques de Sa Pobla

## Possessions[1]
- Possessió i cases de Talapi.
- Possessió Son Ferragut (1846)
- Possessió de Son Cladera (S.XVI)
- Possessió sa Llebre (S.XVI)
- Possessió de Son Sabater (S.XVI).
- Possessió de Son Tut (S.XIX)
- Possessió de s'Obac (S.XV)
- Possessions de Gaietà Gran (S.XIV) i de Gaietà Petit (S.XIX)

## Cases pageses[1]
- Casa Pagesa de Ca'n Fornari (pertanyia a la possessió de Talapi)
- Casa Pagesa de sa Canova.
- Casa Pagesa de sa Marjal.
- Casa Pagesa Son Amer.
- Casa Pagesa de Son Carritxer.
- Cases de Pagèsos Ca'n Capellí.
- Cases de Crestatx (SS. XVIII-XIX).

- Molinàs de Crestatx.